# Marie Roze
Marie Roze (Parigi, 2 marzo 1846 – Parigi, 21 giugno 1926) è stata un soprano e docente francese.

## Biografia
Nacque con il nome di Marie Hippolyte Ponsin. Studiò al Conservatorio di Parigi, sotto la guida di Daniel Auber e nel 1865 vinse i premi per il canto e per l'opera comica. Debuttò nel 1865, nella Marie di Ferdinand Hérold, all'Opéra-Comique di Parigi, uno spettacolo che andò in replica per quattro stagioni. In questo stesso teatro e su richiesta dell'autore, cantò alla prima di Le premier jour de bonheur di Daniel Auber (15 febbraio 1868); si esibì poi in L'ombre di Friedrich von Flotow (1870), un'opera oggi quasi sconosciuta. 
Durante la guerra franco-prussiana partecipò a spettacoli per l'esercito francese e ottenne una decorazione al merito.
Ricoprì il ruolo di  Marguerite nel Faust di Charles Gounod, prima all'Opéra di Parigi, poi a Londra, al Drury Lane, nel 1872. Nel successivo periodo rimase nella Compagnia dell'impresario teatrale britannico James Henry Mapleson che dapprima si esibiva nel teatro Drury Lane e poi, tra il 1877 e il 1881, all'His Majesty's Theatre. 

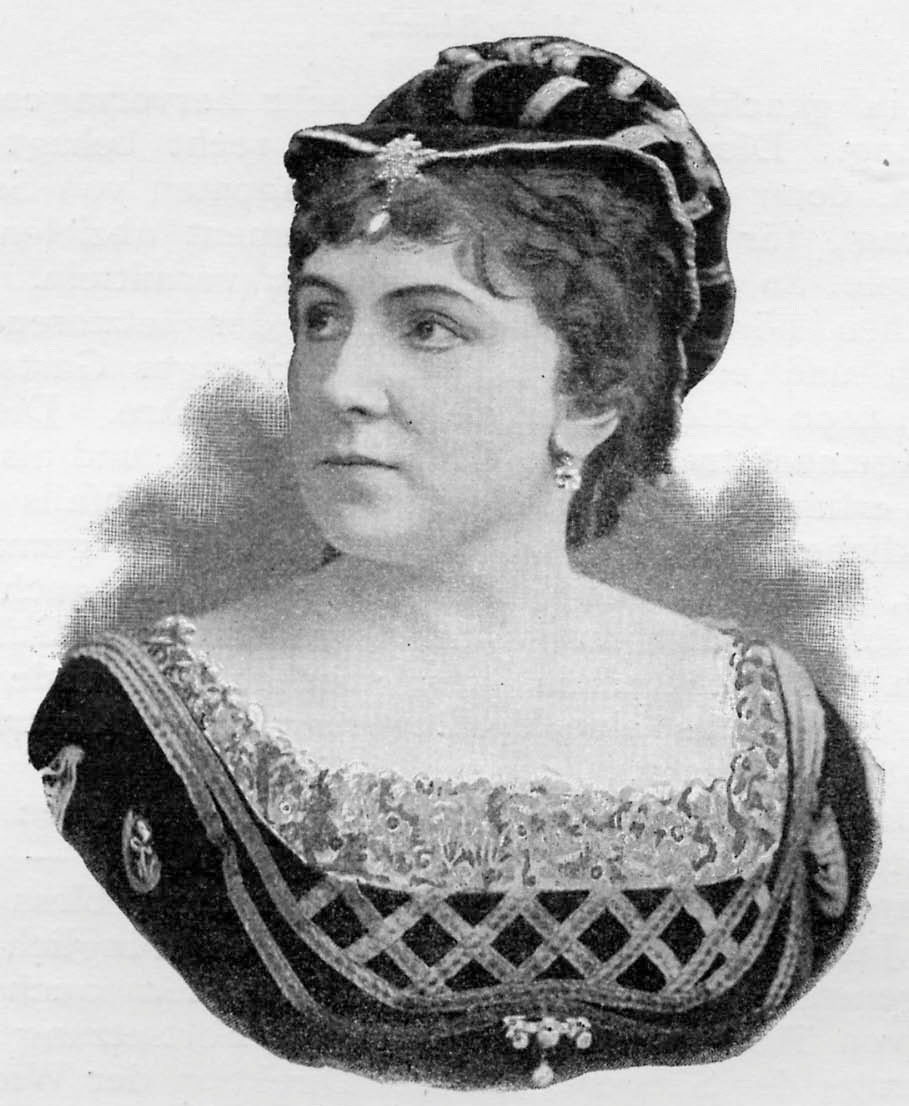
Marie Roze nel 1895

Fu la prima Regina, nel Talismano di Michael William Balfe, opera completata da Michele Costa e rappresentata postuma, a Londra, nel 1874. Quando la celebre soprano Thérèse Tietjens morì di rapida malattia, nel 1877, Roze la rimpiazzò nei ruoli di Ortruda nel Lohengrin e di Donna Anna nel Don Giovanni di Mozart.
Dopo un lungo e acclamato un tour negli USA, compiuto negli anni 1878-1879, (cantò anche in italiano, ne Le due giornate di Luigi Cherubini) si unì alla Carl Rosa Opera Company, e con questa compagnia cantò nella prima inglese della Manon di Jules Massenet, nel 1885, nelle esecuzioni di Londra e del Royal Court Theatre di Liverpool. Nel corso di un altro tour in USA (1880-1881) a San Francisco cantò ne l'Aida.
Agli inizi della sua carriera fu coinvolta in un episodio tragico: uno spasimante si introdusse nella sua camera, le gettò addosso del vetriolo e fu ucciso dalla polizia.
Marie Roze sposò il tenore americano Julius Edson Perkins (1845-1875). Morto il primo marito si risposò e divenne così la nuora dell'impresario inglese James Henry Mapleson. Nel 1890 fissò la sua dimora a Parigi, si ritirò dalle scene e si dedicò all'insegnamento. Suo figlio Raymond Roze (1875-1920), che ereditò la passione per la musica, diventò compositore.
Marie Roze è sepolta a Parigi, nel cimitero di Père-Lachaise, dove sono i resti di altre celebrità del teatro, tra cui la ballerina romantica Maria Taglioni e il mezzosoprano Giulia Grisi.